# Peperomia tetragona
Peperomia tetragona Ruiz & Pav. – gatunek rośliny z rodziny pieprzowatych (Piperaceae). Pochodzi z Peru (stan Junin).  

## Morfologia
Roślina wiecznie zielona o wysokości do 45 cm. Pędy wzniesione, często czerwono nabiegłe. Liście szerokoeliptyczne, ostro zakończone, o nerwach jasno wybarwionych.